# D’Addario (Unternehmen)
D’Addario ist ein Hersteller von Saiten (hauptsächlich Gitarrensaiten). Der derzeitige Firmensitz ist East Farmingdale, Long Island, New York. Das Familienunternehmen, einer der größten Saitenhersteller weltweit, stellt aber nicht nur etliche Saiten-Serien unter ihrem eigenen Markennamen her, sondern produziert auch OEM-Saiten für andere Instrumentenhersteller. Daneben produziert und vertreibt das Unternehmen mit den Tochterfirmen Planet Waves Gitarrenkabel, Gurte, Poliermittel und anderes, Pro Mark Drumsticks, Evans Schlagzeugfelle und Rico Blätter für Holzblasinstrumente.

## Firmengeschichte
Die Saitenmacher-Familie D’Addario kommt aus dem kleinen Ort Salle in der Provinz Pescara in Italien. Eine Taufurkunde aus dem Jahre 1680 nennt einen cordaro (ital. Saitenmacher) Donato D’Addario. In anderen historischen Aufzeichnungen heißt es, die ersten Bewohner der Stadt seien Bauern und Saitenmacher gewesen. Zu dieser Zeit wurden Saiten in mühsamer Arbeit aus Schafs- oder Schweinedarm hergestellt.
Nachdem 1905 ein Erdbeben die Stadt verwüstete, wanderten zwei Schwager, Rocco und Carmine D’Addario (welcher seinen Vornamen später in Charles änderte) nach Astoria in Queens, New York aus, um den Markt für ihre Produkte zu erweitern. Sie importierten und verkauften die von ihrer Familie in Salle produzierten Saiten. Im Jahr 1918 ging Rocco nach Salle zurück und Carmine (Charles) fing an, seine eigenen Saiten in einem kleinen Geschäft herzustellen. Da immer noch Naturdarm verarbeitet wurde, waren alle Familienmitglieder in die Produktion einbezogen.
Die Gitarre wurde Anfang des 20. Jahrhunderts immer populärer und in den dreißiger Jahren begann die Familie D’Addario Saiten für dieses Instrument herzustellen. Sie produzierte die Saiten auf Bestellung einzelner Musiker oder für Gitarrenbauer.
Die Entwicklung von Nylon während des Zweiten Weltkrieges bedeutete eine große Veränderung für das Familienunternehmen. Als sie 1947 die ersten Proben erhielten, begannen die D’Addarios sofort, mit diesem neuen Material zu experimentieren. Die Entwicklung von Nylonsaiten erfolgte unter ständiger Beratung und Abstimmung mit vielen Stammkunden.
Während der späten vierziger und frühen fünfziger Jahre (besonders nach der Geburt des Rock ’n’ Roll) wurden die Nylonsaiten auf der „klassischen Gitarre“ in ihrer Popularität durch die mit Stahlsaiten bezogenen Gitarren überholt. Einige jüngere Familienmitglieder wollten die Produktpalette auf Stahlsaiten erweitern, aber Charles D’Addario zögerte. Er hielt es für riskant, das Geschäft auf ein Marktsegment auszudehnen, welches er für unsicher hielt. Im Jahre 1956 begann eine neue Firma, Archaic Musical String Mfg Co., Stahlsaiten zu produzieren. Geführt wurde das neue Unternehmen von John D’Addario Sr., dem Sohn von Charles. Die Firma stellte Stahlsaiten für mehrere bekannte Gitarrenbauer dieser Zeit her, unter anderem für Gretsch, D’Angelico, Martin Guitars und Guild. 1962 wurden die zwei Firmen unter dem Namen Darco zusammengeführt.
Die Gitarre war das populärste Instrument in den Vereinigten Staaten von Amerika geworden, und die Firma Darco entwickelte viele Neuerungen in der Herstellung von Gitarrensaiten, wie die erste automatisierte Anlage um Saiten zu ziehen und die ersten umwickelten Saiten für die Bassgitarre.
Ende der sechziger Jahre erhielt Darco von Martin Guitars ein Fusionsangebot, um Betriebsmittel und Entwicklungsbemühungen zu vereinigen. Obwohl die Teilhaberschaft für beide Firmen vorteilhaft war, entschied sich die Familie D’Addario 1974 Saiten unter ihrem eigenen Namen zu vermarkten und gründete die Firma J. D’Addario & Company. Darco ist noch heute ein Markenname, der von der Firma Martin Guitars verwendet wird.
Mit wachsendem Geschäftsumfang wurden die Räumlichkeiten in Lynbrook, New York zu klein und 1994 zog das Unternehmen zum gegenwärtigen Standort in Farmingdale um. Die Firma befindet sich weiterhin im Besitz und unter der Leitung der Familie D’Addario. Heute gehören dreizehn Familienmitglieder zu den insgesamt 900 Mitarbeitern der Firma.